# Instant win
I giochi instant win (in italiano a vincita immediata) sono una tipologia di concorso a premi in cui i partecipanti hanno la possibilità di scoprire all'istante se sono vincitori di un premio oppure no. Tra questi giochi i più popolari sono certamente i gratta e vinci, ma molti concorsi possono prendere vita anche online grazie alle numerose aziende che li organizzano. 
Negli instant win online i partecipanti generalmente devono registrarsi ed affrontare rebus, giochi o altre attività interattive al termine delle quali scopriranno se avranno vinto (o meno) un premio. I concorsi instant win sono quelli più amati dai consumatori che ne apprezzano l'esito istantaneo della giocata. Possono essere definiti anche "concorsi giornalieri", dove i partecipanti possono tentare la fortuna ogni giorno. Secondo una ricerca SWG del 2023-2024, le lotterie istantanee restano tra le forme di gioco più popolari in Italia, con una partecipazione tra il 73% e il 76% degli intervistati.
I concorsi con premi instant win possono essere suddivisi in:
- Concorsi instant win generici;
- Concorsi instant win con acquisto (dedicati ai clienti che comprano un prodotto);
- Concorsi giornalieri (è possibile partecipare ogni giorno, anche in modo del tutto gratuito);
- Concorsi instant win a partecipazione "unica" (in questo caso, generalmente, l'utente si registra e scopre se ha vinto un premio terminando così le possibilità di gioco).

I premi che è possibile vincere con questa modalità sono svariati: automobili, buoni spesa, buoni sconto, forniture di prodotti, elettrodomestici, biglietti per concerti ed eventi, viaggi e fine settimana, cosmetici, abbigliamento e molto altro ancora.
L'estrazione dei premi instant win è in genere certificata da un notaio o, nel caso degli instant win online, da un software certificato.
I concorsi instant win online vengono in genere promossi attraverso banner pubblicitari, newsletter o link condivisi su siti, blog, forum e reti sociali, con un messaggio che invita gli utenti a partecipare al concorso, ed annuncia i premi dell'instant win.